# ジャティンドラ・モハン・セングプタ
ジャティンドラ・モハン・セングプタ（Jatindra Mohan Sengupta、1885年2月22日-1933年7月23日）はイギリスの支配と闘ったインドの革命家であった。数回イギリス警察に逮捕された。1933年、インドラーンチーにある刑務所で死去した。
学生としてセングプタはダウニング大学ケンブリッジ校で法学を学ぶイングランドを旅した。滞在中に後にネリー・セングプタとして知られるイーデス・エレン・グレイと出会い結婚した。インドに帰国すると、法律活動を開始した。インドの政治にも関わり、インド国民会議の会員となり、非協力運動に参加した。結局政治活動に関わる中で法律活動から離れていった。

## 前半生

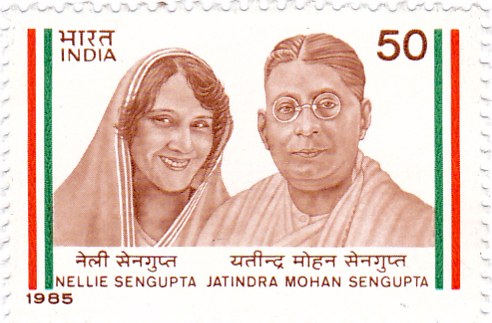
1985年のインドの切手のネリー・セングプタとジャティンドラ・モハン・セングプタ

ジャティンドラ・モハン・セングプタは1885年2月22日に英領インドチッタゴン区域（現バングラデシュチッタゴン）のバラマの著名な地主（ザミーンダール）の一家に生まれた。父のジャトラ・モハン・セングプタはベンガル立法評議会の支持者で会員であった。
セングプタはカルカッタのプレジデンシー大学の学生になった。大学生活を終えると、法学で学士号を得るために1904年にイングランドに行った。イングランド滞在中に現在ネリー・セングプタとして知られている後の妻イーデス・エレン・グレイに出会った。

## 経歴
法学で学位を授与されると、セングプタはイングランドで法廷に召喚されそこで法廷弁護士としての法律活動を開始するインドに妻と帰国した。1911年、ファリドプールのベンガル地方会議でチッタゴンを代表した。これが政治活動の始まりであった。後にインド国民会議に参加した。労働組合に参加するバーマ・オイル会社従業員の組織もした。
1921年、セングプタはインド国民会議ベンガル受け入れ委員会議長になった。同年、バーマ・オイル会社でのストライキで従業員の労働組合の書記としても働いた。特にマハトマ・ガンディー率いる非協力運動に関わる政治的な活動について法的な関与を禁じられた。1923年、ベンガル立法評議会議員に選出された。
1925年、チッタランジャン・ダスが死ぬとセングプタはベンガルスワラジ党党首に選出された。ベンガル地方議会委員会代表にもなった。1929年4月10日から1930年4月29日までカルカッタ市長を務めた。1930年3月、ラングーンでの公式会議で政府に対して人民を扇動し印緬分割に反対したとして逮捕された。
1931年、インド国民会議の立場を支持するセングプタは、円卓会議に参加するためにイングランドに行った。イギリス政府に衝撃を与えたチッタゴン暴動を管理するイギリスにより行われた警察の残虐行為の写真を示した。

## 死去
セングプタは政治活動のために繰り返し逮捕された。1932年1月、プネーで逮捕されダージリンで拘禁された。後にラーンチーの刑務所に移送された。そこで健康状態が悪化し始め1933年7月23日に死去した。

## 影響
インド解放運動に対する人気と貢献のために、ジャティンドラ・モハン・セングプタは親しみを込めて「インドの恋人」を意味する敬称DeshpriyaまたはDeshapriyaでベンガル人に記憶されている。多くの刑事事件で法廷で民族主義の革命家を弁護し絞首台から救った。パハルタリ裁判でスリャ・セン、アナンタ・シン、アンビカ・チャクラバルティを弁護し、プラフラ・チャクラボルティ警部殺害に関わる事件で起訴されていた若い革命家プレマナンダ・ドゥッタも救った。1985年、セングプタと妻のネリーを記念して郵便切手がインド政府から発行された。

## 画集

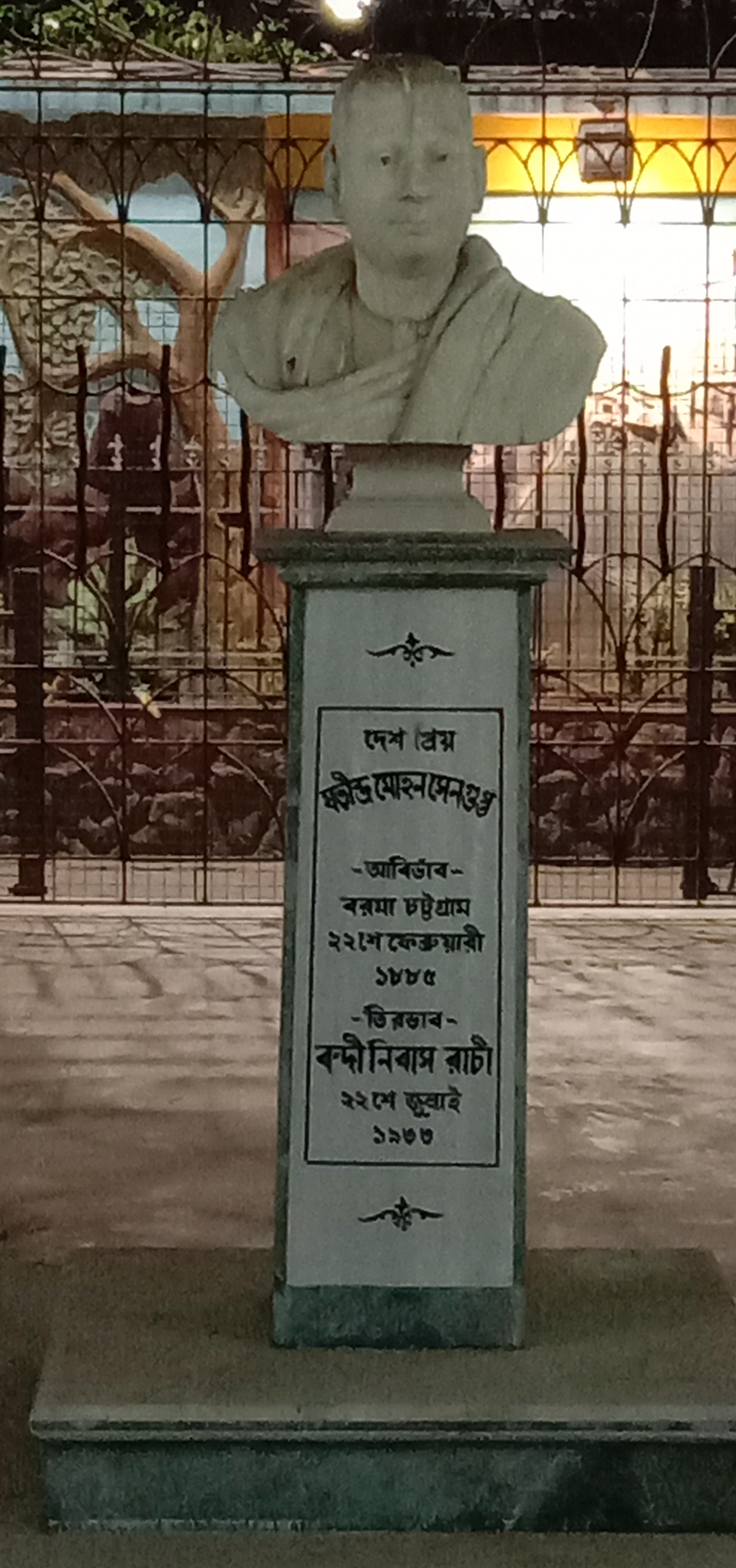
コルカタで記念するジャティンドラ・モハン・セングプタの胸像

## 参照
1. ↑   Rivista degli studi orientali. Istituti editoriali e poligrafici internazionali. (2001) 2012年12月18日閲覧。
2. ↑  “How a small society of Indian Cambridge students helped destroy the British Raj” (英語). Varsity Online. 2019年10月9日閲覧。
3. 1 2  Padmini Sathianadhan Sengupta (1968). Deshapriya Jatindra Mohan Sengupta. Publications Division, Ministry of Information and Broadcasting, Government of India. p. 7 2012年12月18日閲覧。
4. 1 2 3 4  “Postal Stamp Image”.   Indian Post. 2012年12月20日閲覧。
5. 1 2  Srilata Chatterjee (2002). Congress Politics in Bengal: 1919–1939. Anthem Press. pp. 82–. ISBN 978-1-84331-063-1
6. 1 2 3 4  Sayed Jafar Mahmud (1994). Pillars of Modern India 1757–1947. APH Publishing. pp. 47–. ISBN 978-81-7024-586-5
7. ↑  “Mayor of Kolkata”.   Kolkata Municipal Corporation. 2012年12月21日閲覧。
8. ↑  Prasad Das Mukhopadhyaya (1995). Surya Sen o swadhinata sangram (Bengali). Baharampur: Suryasena Prakashani. pp. 74, 75
9. ↑  Padmini Sathianadhan Sengupta (1968). Deshapriya Jatindra Mohan Sengupta. Publications Division, Ministry of Information and Broadcasting, Government of India
10. ↑  1st Part, Ananta Singha (1968). Agnigarbha Chattagram (Bengali). Kolkata: Bidyoday Library Pvt. Ltd.. pp. 215, 216